# Aurélia Aurita
Aurélia Aurita és el pseudònim de Hakchenda Khun (Châtenay-Malabry, Hauts-de-Seine, 10 d'abril de 1980), una autora de novel·les gràfiques francesa d'origen sino-cambodjà. El seu pseudònim és el nom científic d'una espècie de meduses, Aurelia aurita.
Va aprendre dibuix a l'École Arc-en-Ciel, d'Antony (Hauts-de-Seine), començant a dibuixar de forma simultània a la realització dels seus estudis en Farmàcia. Va publicar la seua primera història breu en Fluide Glacial, i en revistes com PLG o amb col·lectius artístics com Stereoscomic i FLBLB.
Gràcies a Angora, publicat en 2001, va acaparar l'atenció de la crítica. A l'octubre de 2004 va rebre una invitació per col·laborar en l'àlbum col·lectiu Japon (promogut per Frédéric Boilet, un dels grans del còmic francès, i promotor del Nouvelle Manga), juntament amb Jiro Taniguchi i Emmanuel Guibert. En 2005 es va publicar aquesta obra en set idiomes alhora.
En va escriure el seu primer llibre: Fraise et chocolat, una novel·la gràfica eròtica on conta les seues experiències amb el seu xicot Frédéric Boilet, també autor de còmics. El llibre va ser un èxit de crítica, in en 2007 es publicaria la seqüela, Fraise et Chocolat 2. Posteriorment publicaria treballs de caràcter més seriós Je ne verrai pas Okinawa, i després un altre llibre autobiogràfic sobre la recepció dels seus primers treballs, Buzz-moi. En 2011 publica un llibre infantil, Vivi des Vosges, una variació de la història del nen salvatge. En gener de 2014 publica LAP ! un roman d'apprentissage, primera part d'una trilogia ambientada en el Lycée autogéré de Paris.

## Publicacions

### Àlbums
- Angora, Stereoscomic, reeditat per Le 9eme Monde, 2003
- Fraise et Chocolat, Les Impressions Nouvelles, 2006, pròleg per Joann Sfar ISBN 2-87449-009-1.
- Fraise et Chocolat 2, Les Impressions Nouvelles, 2007
- Je ne verrai pas Okinawa, Les Impressions Nouvelles, 2008
- Buzz-moi, Les Impressions Nouvelles, 2009
- Vivi des Vosges, en col·laboració amb Frédéric Boilet, Les Impressions Nouvelles, 2011
- LAP ! un roman d'apprentissage, Les Impressions Nouvelles, 2014.

### Revistes i col·lectius
- La démission, 2p., Fourmi Sismographique, Tanibis, 2001.
- L'après-midi chez Élise, 1p., Stereoscomic spécial SPX, 2001.
- An afternoon at Elise's, 1p., Stereoscomic special SPX (English version), 2001.
- Paris-Saïgon, 5p., FLBLB n°13, 2001.
- Janine de huit à huit, 2p., Fluide Glacial n°303, Audie, 2001.
- Ma grand-mère était actrice, 6p., Fluide Glacial n°313, Audie, 2002.
- Lune de miel, 6p., Fluide Glacial n°318, 2002.
- Mon autobiographie (par Chris M. et Madeline M.), 3p., Rhinocéros Contre Éléphant n°3, Tanibis, 2002.
- Le miracle de l'érection, 1p., Stereoscomic n°4, 2002.
- La sirène qui ne savait pas nager, 5p., PLG n°37, 2003.
- De zeemeermin die niet kon zwemmen (La sirène [...]), 5p., Zone 5300 n°10-4, 2003.
- Lellebel in de ruimte (Les cochonnes de l'espace), 5p., Zone 5300 n°11-2, 2004.
- Je peux mourir, maintenant !, 20 p., collectif Japon, Casterman, 2005.
- Mes voisins, 3 p., collectif Terriens, Mécanique Générale / Les 400 coups, 2006.
- Shotaiken (La première fois), 4 p., Spore n°4, 2006